# Calycorectes schottianus
Calycorectes schottianus es una especie botánica de planta con flor en la familia de las Myrtaceae. 
Es endémica de Brasil. Es un árbol o arbolito, infrecuente en áreas remanentes de la mata Atlántica.
Está amenazada por pérdida de hábitat. 

## Descripción
Hojas pecioladas, submembranosas, ovadas-oblongas, acuminadas abruptas, bases cuneadas, discoloras, glabras, venación nítida, de 38 mm a 76 mm de ancho x 17 cm a 35 cm de largo; inflorescencia en umbelas, de largos peciolos, con 3-6-flores, y 4-sépalos coriáceos, 4-pétalos

## Sinonimia
- Eugenia leonorae Mattos, Loefgrenia 120: 6 (2005).[3]

## Fuente
- Pires O'Brien, J. 1998.  Calycorectes schottianus.   2006 IUCN Lista Roja de Especies Amenazadas; bajado 21 de agosto de 2007